# Lingankhan Doddi, Raichur
Lingankhan Doddi là một làng thuộc tehsil Raichur, huyện Raichur, bang Karnataka, Ấn Độ.